# Serrat de Puiolo
El Serrat de Puiolo és una serra situada al municipi d'Alt Àneu a la comarca del Pallars Sobirà, amb una elevació màxima de 2.652 metres.